# Boeing X-45

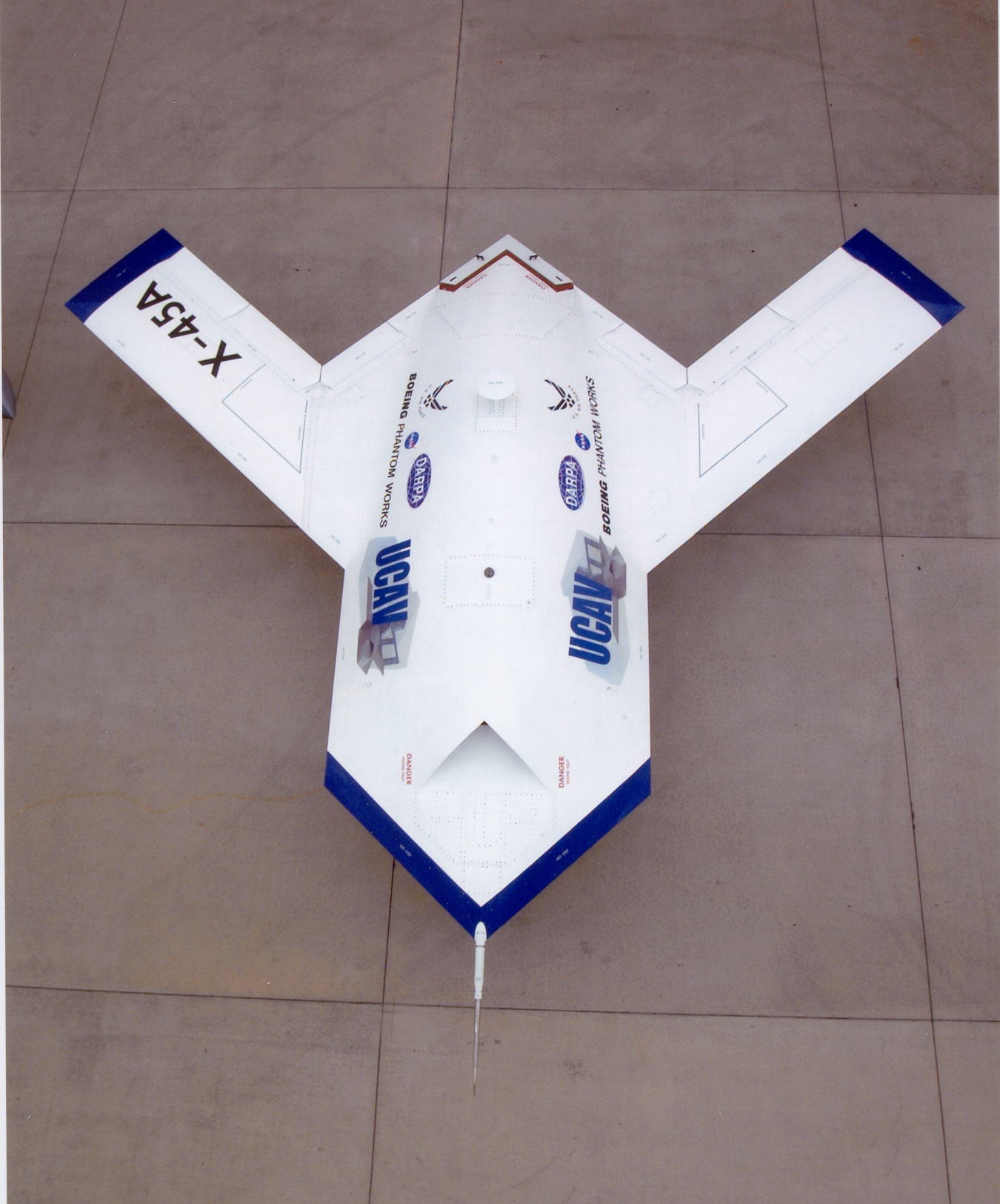
X-45A

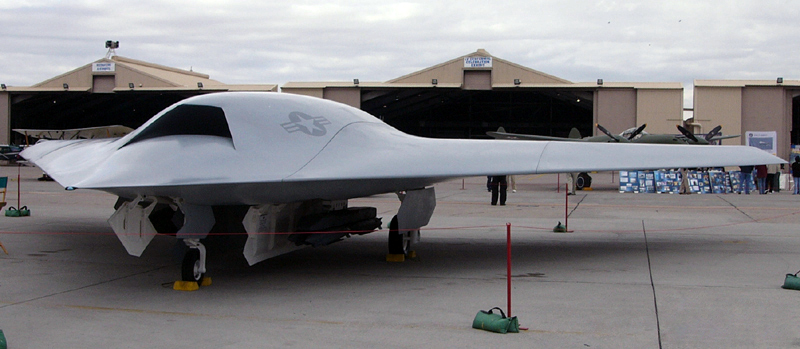
X-45C

Boeing X-45 – bojowy, bezzałogowy aparat latający (UCAV – Unmanned Combat Aerial Vehicle) o obniżonej skutecznej powierzchni odbicia radiolokacyjnego, opracowany przez amerykańską firmę Boeing.

## Historia
W drugiej połowie lat 90. XX wieku US Air Force oraz US Navy rozpoczęły program budowy bezpilotowych, bojowych aparatów latających. W przypadku sił powietrznych program otrzymał nazwę UCAV (Unmanned Combat Aerial Vehicle) a marynarki UCAV-N (Naval). Do projektu zgłosiły się dwie firmy: Boeing do UCAV ze swoim X-45 oraz Northrop Grumman do UCAV-N z X-47. Obie firmy były wspomagane przez DARPA (Defense Advanced Research Projects Agency – Agencja Zaawansowanych Projektów Badawczych Obrony). Z racji podobieństw pomiędzy obydwoma projektami zdecydowano się dokonać scalenia obydwu programów w jeden wspólny dla obydwu rodzajów sił zbrojnych pod nazwą J-UCAS (Joint Unmanned Combat Air System – wspólny bezpilotowy system lotniczy). Boeing przystąpił do budowy dwóch prototypów, pierwszy został zbudowany w ośrodku Phantom Works w 2000 roku. 22 maja 2002 roku w Centrum Badania Lotu imienia Neila A. Armstronga znajdującego się na terenie bazy Sił Powietrznych Stanów Zjednoczonych Edwards Air Force Base w stanie Kalifornia X-45A wykonał swój pierwszy lot. W marcu 2003 roku zakończono pierwszy etap prób, w którym udowodniono zdolność samolotu do wykonywania misji uderzeniowych i atakowania obrony przeciwlotniczej. Przeprowadzano testy otwierania i zamykania komory bombowej w locie, demontażu i montażu skrzydeł oraz samodzielnego kołowania. 18 kwietnia 2004 roku X-45 jako pierwszy bezpilotowy aparat latający dokonał zrzutu ćwiczebnej bomby SSB o masie 113,5 kg, kierowanej przy pomocy układu GPS. Aparat leciał na wysokości 10 600 m z prędkością 0,67 Ma, wszystkie manewry, otwarcie i zamknięcie komory bombowej, zrzut bomby były kierowane przez naziemne stanowisko kontroli lotu. 7 maja 2004 roku również jako pierwszy bezpilotowy aparat leciał w szyku z innym statkiem powietrznym, którym był pilotowany samolot Lockheed T-33. 1 sierpnia 2004 roku w szyku poleciały dwa X-45. W drugiej połowie 2004 roku przeprowadzono dalsze próby lotów w szyku, ale tym razem w różnych formacjach ze zmianą położenia względem siebie. W lutym 2005 roku dwa X-45 dokonały symulowanego ataku na cele naziemne. Samoloty samodzielnie wykryły i zidentyfikowały cele, oprogramowanie sterujące dokonało analizy, który z samolotów ma największe szanse wykonania zadania i po sygnale z ziemi zezwalającym na dokonanie ataku X-45 zniszczył cel, po wykryciu kolejnego celu drugi z samolotów przystąpił do wykonania zadania. Po przeprowadzeniu pełnej serii testów obydwa samoloty oddane zostały do muzeów, jeden do National Air and Space Museum w Waszyngtonie a drugi do muzeum sił powietrznych – National Museum of the United States Air Force mieszczącego się w bazie Wright-Patterson Air Force Base w Riverside (Ohio). Doświadczenia zdobyte przy programie budowy wersji C zostały wykorzystane przez Boeinga w konstrukcji aparatu Boeing Phantom Ray.

## Konstrukcja
X-45 to samolot bezogonowy w którego konstrukcji, wykorzystano doświadczenia zdobyte podczas projektowania innego samolotu Boeinga Bird of Prey. Został wykonany w układzie latającego skrzydła – bez usterzenia poziomego i pionowego. X-45 posiada kadłub nośny z niewielkimi skrzydłami. Wlot powietrza do silnika umieszczony jest nad krawędzią natarcia płata. Jako napędu użyto silnika turboodrzutowego Honeywell F124-GA-100 o ciągu 28 kN, z płaską dyszą wylotową. Samolot wykonano z kompozytów grafitowo-epoksydowych. Kołowanie, lot, start i lądowanie może być wykonywane w pełni autonomicznie lub pod kontrolą stanowiska naziemnego. Samolot posiada trójgoleniowe podwozie chowane w kadłubie podczas lotu. Skrzydła samolotu mogą być demontowane na czas transportu. W skład wyposażenia aparatu wchodzi radar z syntetyczną aperturą. Systemy pokładowe X-45 pozwalają na wykrycie, identyfikację celów i precyzyjny atak, decyzje o podjęciu ataku podejmuje operator z naziemnego stanowiska kontroli lotu. Samolot może przenosić 900 kg naprowadzanej amunicji lub bomb.

## Wersje
- X-45B/C – konstrukcja tej wersji również oparta jest na układzie latającego skrzydła. Samolot został opracowany w 2003 roku jako większa wersja X-45A, posiadająca większy zasięg (2400 km) i zdolność do przenoszenia większej ilości uzbrojenia, masa użyteczna samolotu wzrosła do 2 041kg (w tej wersji samolot może przenosić np. dwie bomby JDAM). Budowa X-45B/C przypomina swoim kształtem bombowiec Northrop B-2 Spirit. Napędzany jest silnikiem turbowentylatorowym General Electric F404-GE-102D o mocy 31 kN. W marcu 2006 roku US Air Force wycofały się z programu J-UCAS, w związku z czym projekt X-45B/C przestał być dalej rozwijany.
- X-45N – morska wersją poprzednich wariantów aparatu, z braku zainteresowania sił powietrznych, potencjalnym kandydatem do użytkowania X-45 została US Navy.